# Landbetjent
 Denne artikel omhandler overvejende eller alene danske forhold. Hjælp gerne med at gøre artiklen mere almen.
En landbetjent er en politibetjent, som gør tjeneste i et landdistrikt i en politikreds. I 2008 fandtes der 140 landbetjente i Danmark, mens der i 2017 var cirka 20 tilbage.